# Catacombe di San Callisto
([Giovanni Battista de Rossi])
Le catacombe di San Callisto fanno parte del cosiddetto complesso callistiano, un'area di circa 30 ettari compresa tra la via Appia Antica, la via Ardeatina e la via delle Sette Chiese, a Roma, che ospita diverse aree funerarie e catacombali.

## Storia

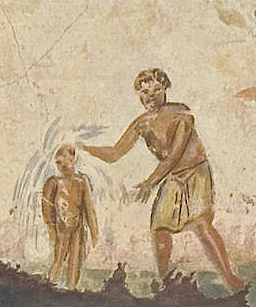
Affresco raffigurante il battesimo, III secolo.

Le catacombe sono sorte verso la fine del II secolo, con alcuni ipogei cristiani privati e da un'area funeraria direttamente dipendente dalla chiesa romana. Prendono nome dal diacono Callisto I, preposto da papa Zefirino all'amministrazione del cimitero stesso. Salito a sua volta al soglio pontificio, Papa Callisto I ingrandì il complesso funerario, che ben presto divenne quello ufficiale della Chiesa.

## Descrizione

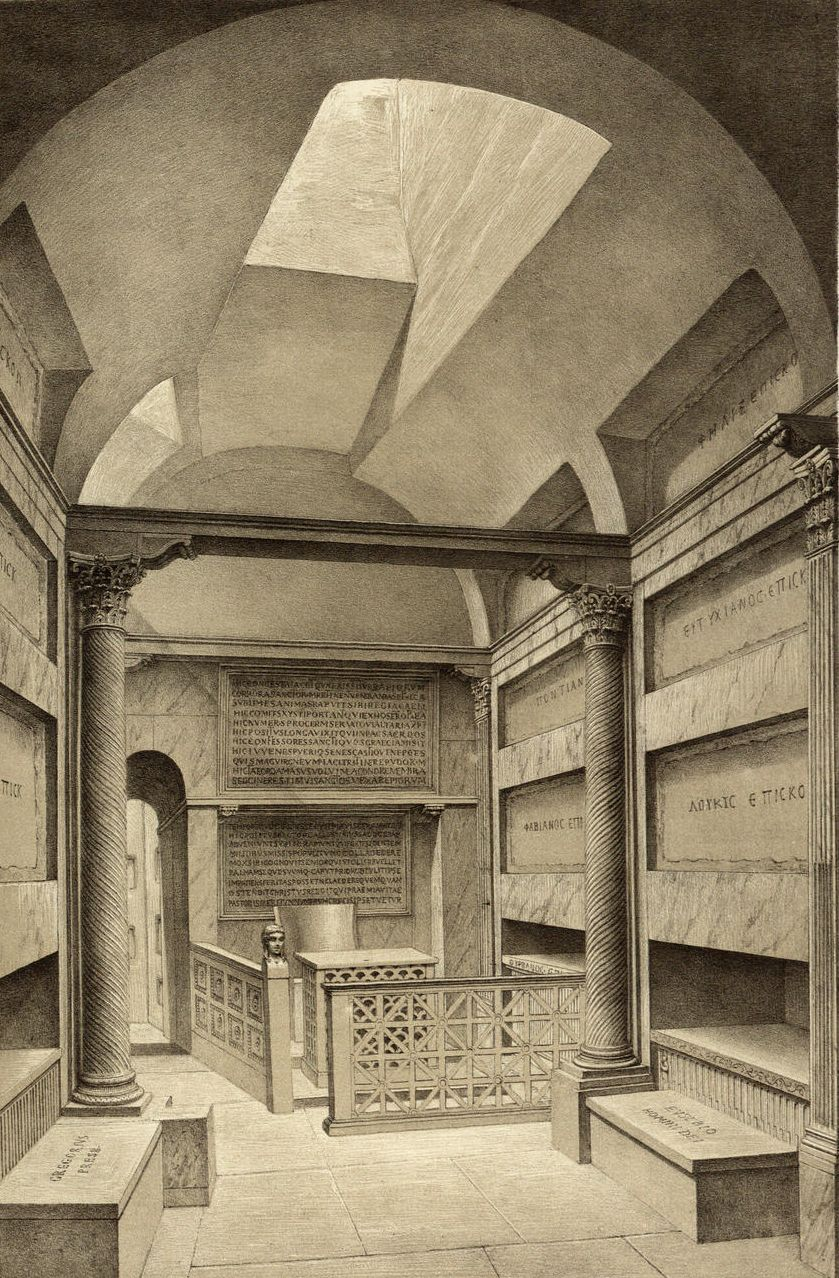
Ricostruzione del De Rossi della Cripta dei Papi

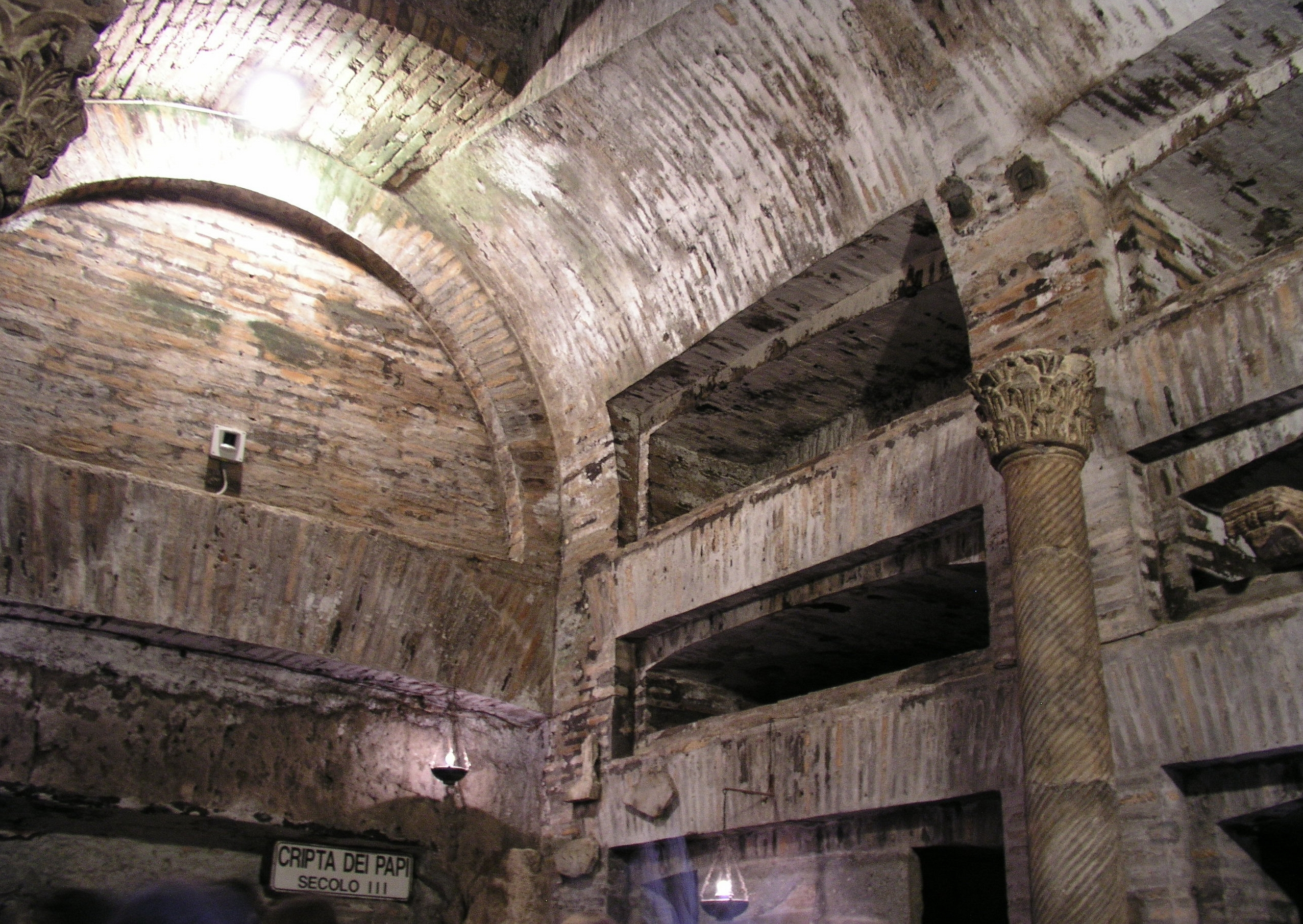
La cripta dei Papi

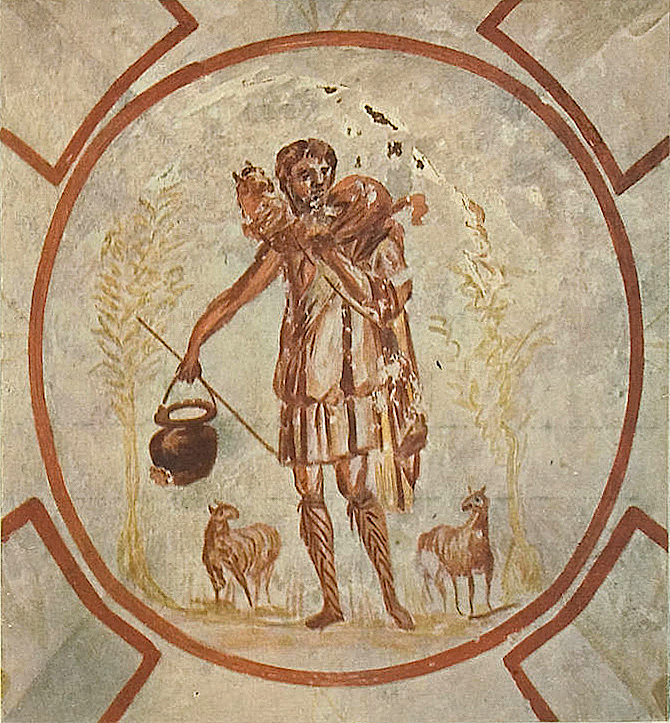
Il Buon Pastore

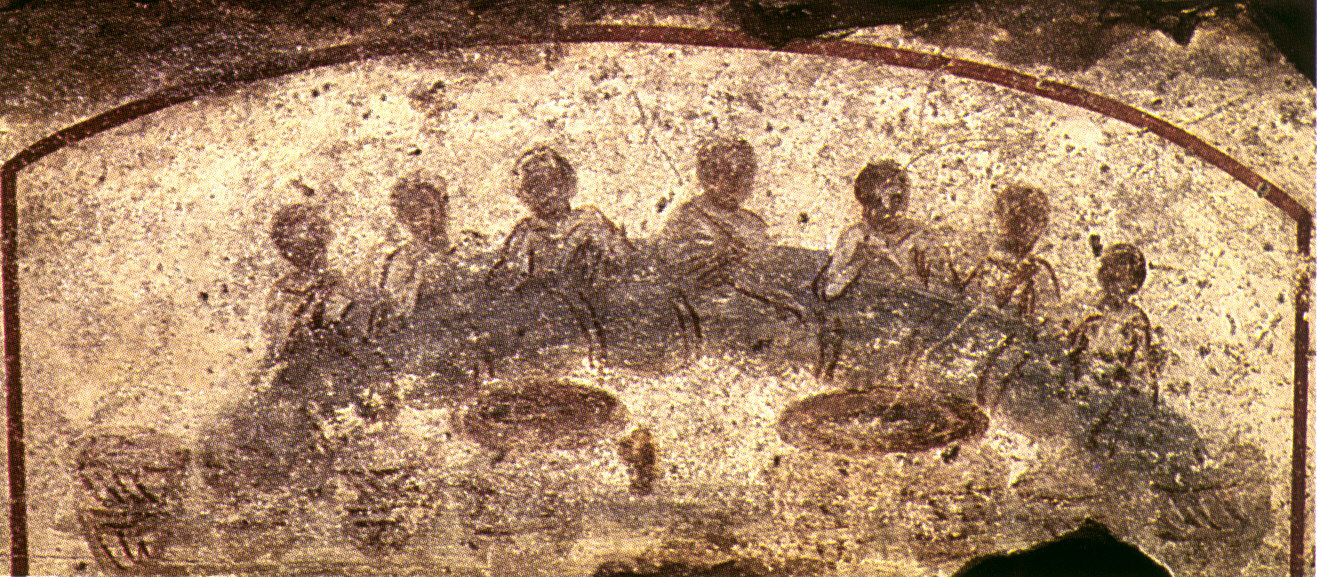
Banchetto liturgico tra cristiani

Le gallerie, dove trovarono sepoltura più di cinquanta martiri e sedici pontefici, fanno parte di un complesso cimiteriale che occupa quindici ettari e raggiungono una lunghezza di quasi venti chilometri. I nuclei più antichi sono le cripte di Lucina e la regione detta dei Papi e di Santa Cecilia, dove si conservano alcune tra le memorie più sacre del luogo (le cripte dei Papi e di Santa Cecilia, e i cubicoli dei Sacramenti); le altre regioni sono denominate di San Gaio e di Sant'Eusebio (della fine del III secolo), Occidentale (risalente alla prima metà del IV secolo) e Liberiana (della seconda metà del IV secolo), con grandiose architetture sotterranee. 

### La cripta dei Papi
Una scala moderna, fatta costruire sul posto di quella antica di papa Damaso I, dà accesso alla regione dei Papi, in cui si visita l'omonima cripta, dove furono sepolti nove pontefici e, forse, otto esponenti della gerarchia ecclesiastica: lungo le pareti sono le iscrizioni originali in greco dei pontefici Ponziano, Antero, Fabiano, Lucio I ed Eutichiano. Nella parete di fondo fu deposto anche papa Sisto II, ucciso durante la persecuzione di Valeriano. L'iscrizione metrica dinanzi al sepolcro di Papa Damaso I è incisa nei caratteri ideati dal calligrafo Furio Dionisio Filocalo.

### La tomba di Santa Cecilia e i cubicoli dei sacramenti
Nella cripta contigua è la tomba di Santa Cecilia, le cui reliquie furono rimosse da papa Pasquale I nell'821: gli affreschi degli inizi del IX secolo sulle pareti raffigurano Santa Cecilia orante, il busto del Redentore e papa Urbano I. Poco lontano, una galleria della fine del II secolo dà accesso ai cubicoli dei sacramenti, che ospitano affreschi della prima metà del III secolo che alludono al battesimo, all'eucaristia e alla resurrezione della carne. 

### Altre aree di interesse
Nella contermine regione detta di San Milziade, il sarcofago del bambino ha la fronte scolpita di episodi biblici. Nella regione dei Santi Gaio ed Eusebio ci sono alcune cripte distinte, una opposta all'altra, che accolgono i sepolcri dei papi Caio, con un'iscrizione, ed Eusebio, deceduto in Sicilia dove era stato esiliato da Massenzio e traslato a Roma durante il pontificato di Milziade; su una copia in marmo della fine del IV secolo (di cui ci sono sul lato opposto i frammenti originali) si legge un'iscrizione damasiana con il ricordo dello scisma suscitato da Eraclio per la questione dei lapsi. 
Percorrendo la galleria si incontrano, in successione, la cripta dei martiri Calocero e Partenio e il doppio cubicolo di Severo, che contiene un'iscrizione ritmica (non posteriore al 304) dove il vescovo di Roma Marcellino viene chiamato per la prima volta papa e viene professata la fede nella resurrezione finale. In una regione più remota è la deposizione di papa Cornelio, il cui sepolcro conserva l'iscrizione originale contenente il titolo di martyr e, ai lati, splendide pitture, con caratteri stilistici bizantini del VII ed VIII secolo, raffiguranti i papi Sisto II e Cornelio ed i vescovi africani Cipriano e Ottato. 
In un vicino cubicolo sono alcuni fra i più antichi affreschi delle catacombe romane (fine del II - inizi del III secolo): nel soffitto, un Buon Pastore con degli oranti, e sulla parete di fondo due pesci con un cestino di pani sul dorso, simbolo dell'eucaristia.

## Pontefici sepolti nelle catacombe
Le catacombe di San Callisto hanno ospitato le sepolture di 16 papi, anche se non è certo il luogo di inumazione di San Zefirino:
- San Zefirino (?)
- Sant'Urbano I
- San Ponziano
- Sant'Antero
- San Fabiano
- San Cornelio
- San Lucio I
- Santo Stefano I
- San Sisto II
- San Dionisio
- San Felice I
- San'Eutichiano
- San Caio
- Sant'Eusebio
- San Milziade
- San Damaso I

Al momento non esiste più alcun resto umano nelle catacombe (perlomeno nella zona già scavata) in quanto la sovrintendenza ha deciso di traslare tutti i resti nella basilica di Santa Prassede per evitare che i turisti potessero profanare le sepolture asportando frammenti e reliquie.